# Theridion iramon
Theridion iramon är en spindelart som beskrevs av Claude Lévi 1963. Theridion iramon ingår i släktet Theridion och familjen klotspindlar. Inga underarter finns listade i Catalogue of Life.